# Список умерших в 2005 году
В этой статье представлен список известных людей, умерших в 2005 году.
См. также: Категория:Умершие в 2005 году

## Январь
- 1 января — Виталий Горбацкий (84) — советский и российский астроном.
- 1 января — Александр Ефимов (79) — тракторист, Герой Социалистического Труда.
- 1 января — Юрий Курильский (69) — советский и украинский волейбольный тренер.
- 1 января — Дмитрий Нелюбин (33) — профессиональный велогонщик, обладатель олимпийской медали (1988); убийство[1].
- 1 января — Николай Ыдарай — чувашский и советский писатель, поэт, фольклорист, член Союза писателей России.
- 3 января — Уилл Айснер (87) — американский художник, автор комиксов, «отец современного комикса».
- 4 января — Гай Давенпорт (77) — американский писатель, переводчик, эссеист.
- 5 января — Виктор Варшавский (71) — советский кибернетик.
- 5 января — Уско Лаукканен (84) — финский иллюстратор и детский писатель.
- 5 января — Йонас Мяшкялявичюс (54) — литовский скульптор.
- 6 января — Вели Мухатов (88) — туркменский советский композитор. Народный артист Туркменской ССР, народный артист СССР.
- 6 января — Борис Штоколов (74) — советский оперный певец[2].
- 7 января — Александр Прохоров (58) — советский футболист (вратарь) и тренер.
- 8 января — Дэвид Джон Шоу (50) — дайвер австралийского происхождения, технический дайвер и пилот авиакомпании Cathay Pacific.
- 9 января — Рудольф Кундера (93) — чехословацкий и французский художник.
- 10 января — Жозефина Шарлотта Бельгийская (77) — супруга Великого герцога Люксембургского Жана; рак лёгкого.
- 10 января — Борис Кирпиков (85) — Герой Советского Союза.
- 10 января — Инесса Туманян (75) — советский и армянский сценарист, режиссёр Киностудии детских и юношеских фильмов имени Горького[3].
- 11 января — Мириам Хайд (91) — австралийская пианистка и композитор.
- 12 января — Эдмунд Валтман (90) — американский художник-карикатурист.
- 12 января — Амриш Пури (72) — индийский актёр театра и кино.
- 13 января — Арутюн Акопян (86) — артист эстрады, фокусник-манипулятор, отец Амаяка Акопяна[4].
- 13 января — Владимир Финк (46) — советский футболист.
- 15 января — Степан Бевзенко (84) — советский и украинский языковед и педагог.
- 15 января — Георгий Мазанов (92) — советский футболист и тренер.
- 15 января — Николай Олейников (63) — российский химик, доктор химических наук.
- 16 января — Владимир Верёвкин-Рахальский (79) — советский военачальник, генерал-полковник.
- 16 января — Николай Горин (79) — Герой Советского Союза.
- 16 января — Олег Нырков (79) — советский футбольный судья.
- 17 января — Чжао Цзыян (85) — китайский политический деятель, председатель Государственного совета КНР в 1980—1987, Генеральный секретарь ЦК КПК в 1987—1989.
- 19 января — Ринат Марданшин (41) — советский и российский мотогонщик (спидвей), мастер спорта России международного класса.
- 20 января — Пер Бортен (91) — норвежский политический деятель, премьер-министр Норвегии (1965—1971) .
- 20 января — Хамдан бин Шейх Тахир (83) — малайзийский политический деятель, глава штата Пинанг (1989—2001).
- 21 января — Николай Гуров (77) — советский хозяйственный руководитель, директор Криворожстали и Мариупольского металлургического завода имени Ильича.
- 21 января — Владимир Савченко (71) — советский писатель-фантаст.
- 22 января — Консуэло Веласкес (80) — поп-певица, автор песни «Bésame mucho» (1941).
- 23 января — Юлий Карасик (81) — советский кинорежиссёр, сценарист, народный артист РСФСР (1977)[5].
- 23 января — Геннадий Машкин (68) — русский советский, российский прозаик, детский писатель.
- 23 января — Ян Фогелер (81) — немецкий и советский философ.
- 24 января — Василий Бенберин (86) — Герой Советского Союза.
- 24 января — Лев Светек (90) — словенский юрист, преподаватель, партизан, поэт-песенник.
- 25 января — Филип Джонсон (98) — основоположник и ведущий представитель «интернационального стиля» в американской архитектуре середины XX века, лауреат первой Притцкеровской премии (1979).
- 26 января — Гавриил Игнашкин (87) — Герой Советского Союза.
- 26 января — Эдишер Магалашвили (80) — советский грузинский актёр.
- 27 января — Евгений Уреке (87) — молдавский советский артист театра и кино, певец (бас), народный артист СССР.
- 28 января — Джим Капальди (60) — британский барабанщик и музыкант; рак желудка.
- 29 января — Эфраим Кишон (80) — израильский писатель, классик современной израильской юмористики.
- 29 января — Ольга Юкина (51) — советская актриса, известная вместе с сестрой-близнецом Татьяной по главным ролям в фильме «Королевство Кривых Зеркал» 1963 года.
- 30 января — Николай Ефимов (84) — советский разведчик, генерал-майор.
- 30 января — Алексанр Скобликов (75) — народный художник Украины с 1976, член-корреспондент Академии искусств Украины.

## Февраль
- 1 февраля — Ольвар Какучая (73) — советский и российский тележурналист, бывший директор студии «Публицист» РГТРК «Останкино».
- 1 февраля — Хаим Могилевер (64) — один из основателей сионистского движения в Советском Союзе, правозащитник, подпольный учитель иврита, диссидент.
- 2 февраля — Ежи Войнар (74) — польский саночник.
- 2 февраля — Игорь Скрыпник (64) — украинский математик.
- 3 февраля — Эрнст Майр (100) — американский биолог германского происхождения.
- 3 февраля — Зураб Жвания (41) — премьер-министр Грузии в феврале 2004 — феврале 2005; несчастный случай (погиб во время пожара)[6].
- 5 февраля — Гнассингбе Эйадема (69) — президент Того с 14 апреля 1967[7].
- 6 февраля — Илья Рабовер — молдавский советский сценарист, литератор, переводчик.
- Ночь на 8 февраля — Татьяна Бек (55) — поэтесса[8].
- 7 февраля — Лори Ааронс (87) — австралийский политик, национальный секретарь Коммунистической партии Австралии.
- 7 февраля — Николай Докучаев (86) — участник Великой Отечественной войны, Герой Советского Союза.
- 7 февраля — Атли Пэтурссонур Дам (72) — фарерский государственный деятель, премьер-министр Фарерских островов (1970—1981, 1985—1989 и 1991—1993).
- 8 февраля — Павел Кузнецов (80) — участник Великой Отечественной войны, Герой Советского Союза.
- 9 февраля — Раиса Кириченко (61) — украинская певица, Герой Украины (2003).
- 9 февраля — Иван Франценюк (77) — советский и российский руководитель.
- 10 февраля — Игорь Ледогоров (72) — российский актёр[9].
- 10 февраля — Игорь Белоусов (77) — советский государственный деятель, кораблестроитель, 8-й Министр судостроительной промышленности СССР, заместитель Председателя Совета Министров СССР (1988—1990).
- 10 февраля — Бен Джозеф Джонс (80) — премьер-министр Гренады (1989—1990)
- 10 февраля — Мордух Кравец (84) — участник Великой Отечественной войны, Герой Советского Союза.
- 10 февраля — Артур Миллер (89) — американский драматург и прозаик, автор прославленной пьесы «Смерть коммивояжёра».
- 11 февраля — Джумгалбек Аманбаев (59) — советский, киргизский партийный и государственный деятель, первый секретарь ЦК Компартии Кыргызстана.
- 11 февраля — Владимир Котельников (96) — советский и российский учёный в области радиотехники, радиосвязи и радиоастрономии.
- 11 февраля — Александр Январёв (64) — советский и российский актёр театра и кино.
- 10 февраля — Артур Миллер (89) — американский драматург[10].
- 13 февраля — Лусия Жезуш душ Сантуш (порт. Lúcia Santos, 97) — португальская монахиня, ставшая, как считается, свидетельницей явления Девы Марии в городе Фатима в 1917 году.
- 13 февраля — Чертов, Александр Семёнович (96) актёр.
- 14 февраля — Влади́мир Аба́ев (66) — советский политический деятель, первый секретарь Камчатского обкома КПСС (1990—1991).
- 14 февраля — Рафик Харири (60) — премьер-министр Ливана в 1992—1998 и в 2000—2004. Погиб в результате террористического акта в Бейруте.
- 15 февраля — Пьер Башле (60) — французский певец и композитор, исполнитель заглавной песни к фильму «Эммануэль».
- 15 февраля — Юрий Морозов (70) — советский футболист и российский футбольный тренер. Заслуженный тренер СССР.
- 16 февраля — Николь ДеХафф (30) — американская киноактриса; пневмония[11]
- 16 февраля — Николай Егорычев (84) — советский партийный деятель, в 1962—1967 первый секретарь Московского городского комитета КПСС.
- 17 февраля — Григорий Девятых (86) — советский и российский учёный-химик.
- 17 февраля — Анатолий Зубрицкий (84) — советский футболист и тренер, мастер спорта СССР.
- 17 февраля — Анатолий Смирнов (85) — участник Великой Отечественной войны, Герой Советского Союза.
- 20 февраля — Тина Вайсман (39) — американская киноактриса, певица и диджей; отёк лёгких
- 20 февраля — Хантер Томпсон (67) — известный американский писатель и журналист, основатель гонзо-журналистики; самоубийство.
- 21 февраля — Гильермо Кабрера (75) — кубинский писатель, журналист, сценарист и кинорежиссёр.
- 21 февраля — Черкез-Али (79) — крымскотатарский поэт, писатель и публицист.
- 24 февраля — Николай Прокопович (79) — советский и российский актёр театра и кино.
- 25 февраля — Атеф Седки (74) — премьер-министр Египта (1986—1996)
- 25 февраля — Питер Бененсон (83) — английский юрист, основатель международной правозащитной организации «Международная амнистия».
- 25 февраля — Геннадий Цакиров (69) — советский политический деятель, председатель Президиума Верховного Совета Калмыцкой АССР (1985—1989).
- 26 февраля — Александр Коваль — подполковник Советской Армии, участник Великой Отечественной войны, Герой Советского Союза.
- 26 февраля — Джеф Раскин (61) — специалист по компьютерным интерфейсам, наиболее известен как инициатор проекта Макинтош в конце 70-x годов XX века.
- 27 февраля — Фёдор Иванов (64) — председатель правления сельскохозяйственного общества «Ольвия», Герой Украины (2002).
- 27 февраля — Михаил Найдич (80) — уральский поэт-фронтовик, автор многочисленных стихов.

## Март
- 1 марта — Камиль Алиев (83) — азербайджанский художник.
- 1 марта — Питер Малкин (77) — израильский разведчик, начальник оперативного отдела «Моссад».
- 1 марта — Ялкин Туракулов (87) — советский, узбекский учёный, биохимик.
- 2 марта — Владимир Вязовский (84) — полковник Советской Армии, участник Великой Отечественной войны, Герой Советского Союза.
- 3 марта — Гилейн Сент-Ондж (39) — канадская киноактриса, фотомодель и танцовщица; рак шейки матки
- 3 марта — Констанция Роек (81) — советская и российская театральная актриса, Народная артистка РСФСР(1967).
- 3 марта — Ринус Михелс (77) — нидерландский футболист и тренер.
- 4 марта — Юрий Кравченко (53) — бывший министр внутренних дел Украины; по официальной версии, самоубийство.
- 4 марта — Виталий Феоктистов (74) — российский учёный, историк философии.
- 4 марта — Карлос Шерман (70) — белорусский переводчик с испанского.
- 5 марта — Виктор Капитонов (71) — советский велогонщик, олимпийский чемпион, тренер национальной сборной СССР по велоспорту.
- 5 марта — Серджиу Комиссиона (76) — румынский, израильский и американский дирижёр, один из самых значительных музыкантов столетия, работавший в 25 странах мира.
- 5 марта — Игорь Талпа (57) — российский кинорежиссёр, сценарист, продюсер, оператор.
- 7 марта — Яков Файнберг (86) — советский и украинский физик, академик АН УССР.
- 8 марта — Аслан Масхадов (53) — бывший президент Чечни; убит в результате спецоперации в чеченском селе Толстой-Юрт.
- 8 марта — Николай Козленко (83) — украинский и советский актёр театра и кино. Народный артист Украинской ССР.
- 8 марта — Константин Коршунов (84) — участник Великой Отечественной войны, Герой Советского Союза.
- 8 марта — Нинель Шахова (69 или 70) — тележурналистка, комментатор программы «Время» по вопросам культуры в 1971—1992[12]. (недоступная ссылка)
- 9 марта — Ханка Белицкая (89) — польская актриса театра, кино и кабаре.
- 10 марта — Виталий Данилов (66) — игрок сборной СССР по хоккею с мячом.
- 12 марта — Амир Дрори (67) — израильский военачальник.
- 12 марта — Иван Кашапов (89) — Полный кавалер Ордена Славы.
- 13 марта — Пелагея Закурдаева (118) — одна из старейших жительниц планеты; имела статус старейшей жительницы России с октября 2002 до своей смерти.
- 13 марта — Николай Майков (86) — участник Великой Отечественной войны, Герой Советского Союза.
- 13 марта — Владимир Пилипенко (86) — участник Великой Отечественной войны, Герой Советского Союза.
- 14 марта — Акира Ёсидзава (94) — мастер оригами, который внёс большой вклад в развитие оригами в современном мире.
- 15 марта — Сёдзи Нисио (77) — японский инструктор айкидо (8-й дан).
- 15 марта — Константин Силантьев (74) — украинский певец (бас).
- 16 марта — Тимофей Докшицер (83) — советский и российский трубач, педагог и дирижёр.
- 16 марта — Семен Левчук (86) — участник Великой Отечественной войны, Герой Советского Союза.
- 16 марта — Мухаммад Бидже (30) — иранский серийный убийца, казнён.
- 17 марта — Джордж Фрост Кеннан (101) — американский дипломат, политолог и историк, основатель Института Кеннана.
- 17 марта — Андре Элис Нортон (93) — американская писательница-фантаст, «великая леди фантастики» (Grand Dame of Science Fiction and Fantasy).
- 18 марта — Гари Бертини (77) — израильский дирижёр и композитор.
- 19 марта — Александр Каневский (81) — полковник Советской Армии, участник Великой Отечественной войны, Герой Советского Союза.
- 19 марта — Джон Де Лориан (80) — конструктор автомобилей.
- 21 марта — Александр Табаков (85) — Полный кавалер Ордена Славы.
- 21 марта — Виктор Цигаль (88) — Народный художник России, действительный член Российской академии художеств.
- 22 марта — Кэндзо Тангэ (91) — японский архитектор, лауреат Притцкеровской премии 1987 г.
- 26 марта — Анатолий Андреев (88) — министр автомобильного транспорта Белорусской ССР в 1963—1984 годах, один из руководителей партизанского движения на территории Беларуси во время Великой Отечественной войны.
- 26 марта — Джеймс Каллаган (92) — политик-лейборист, премьер-министр Великобритании с 1976 по 1979 (р. 27 марта 1912).
- 26 марта — Алексей Евсеев (83) — советский инженер.
- 26 марта — Михаил Кондаков (86) — передовик производства, бригадир слесарей-сборщиков завода «Электрохимприбор» Свердловской области. Герой Социалистического Труда.
- 26 марта — Клара Лучко (79) — советская и российская актриса театра и кино.
- 26 марта — Армин Шайдербауэр (81) — австрийский мемуарист, участник Второй мировой войны.
- 28 марта — Александр Бережной (88) — советский и российский учёный, профессор, доктор филологических наук, профессор, действительный член Академии гуманитарных наук РФ.
- 28 марта — Пал Ло́шонци (85) — председатель Президиума Венгрии (1967—1987), Герой Социалистического Труда ВНР (1954).
- 31 марта — Милорад Кнежевич (68) — сербский шахматист, гроссмейстер.

## Апрель
- 2 апреля — Иван Зинченко (81) — Герой Советского Союза.
- 2 апреля — Иоанн Павел II (наст. имя Кароль Юзеф Войтыла) (84) — 264-й папа римский (с 16 октября 1978). Умер в Ватикане в 21:37 по местному времени[13].
- 2 апреля — Камиль Фасеев (85) — председатель Президиума Верховного Совета Татарской АССР (1959—1960).
- 3 апреля — Режис Кардозу (70) — бразильский актёр и режиссёр, был постановщиком многих сериалов.
- 4 апреля — Борис Ерёмин (92) — заместитель командира 6-й гвардейской истребительной авиадивизии (5-я воздушная армия, 2-й Украинский фронт), гвардии подполковник; генерал-лейтенант авиации в отставке. Герой Советского Союза.
- 4 апреля — Дмитрий Крвавич (78) — украинский советский скульптор, педагог, профессор Львовской академии искусств.
- 5 апреля — Иван Анашкин (86) — советский военный деятель, генерал-лейтенант артиллерии.
- 5 апреля — Сол Беллоу (89) — американский писатель.
- 5 апреля — Александр Грязнов (82) — первый секретарь Шадринского райкома КПСС.
- 5 апреля — Иван Николаев (83) — Герой Советского Союза.
- 6 апреля — Ренье III (81) — князь Монако с 1949.
- 7 апреля — Гиви Нодия (57) — советский футболист, нападающий.
- 7 апреля — Клифф Эллисон (73) — британский автогонщик, пилот Формулы-1.
- 8 апреля — Олимпиад Иоффе (85) — советский, российский и американский юрист, автор многочисленных исследований по гражданскому праву, профессор юридического факультета ЛГУ.
- 8 апреля — Семен Ласкин (74) — русский писатель, прозаик, драматург, сценарист, искусствовед, историк литературы.
- 8 апреля — Ёситаро Номура (85) — японский кинорежиссёр.
- 9 апреля — Антон Хейбур (81) — нидерландский художник и график-авангардист.
- 10 апреля — Норберт Брайнин (82) — британский скрипач.
- 10 апреля — Борис Захарченя (76) — советский и российский физик.
- 11 апреля — Виталий Павлов (90) — советский деятель госбезопасности, разведчик, дипломат, генерал-лейтенант, участник Великой Отечественной войны.
- 12 апреля — Георгий Голубев (86) — Герой Советского Союза.
- 12 апреля — Эхуд Манор — выдающийся израильский поэт-песенник.
- 13 апреля — Артур Балклавс-Гринховс (72) — советский и латвийский астроном.
- 13 апреля — Кузьма Белоконь (89) — полковник Советской Армии, участник Великой Отечественной войны, Герой Советского Союза.
- 13 апреля — Иван Варавва (80) — русский советский поэт, участник Великой Отечественной войны.
- 13 апреля — Валентин Мухин (78) — Герой Советского Союза.
- 17 апреля — Юрий Онусайтис (83) — Герой Советского Союза.
- 17 апреля — Иван Потехин (80) — Герой Советского Союза.
- 18 апреля — Яков Ланда (56) — русский писатель.
- 18 апреля — Семен Лиховидов (87) — Герой Советского Союза.
- 18 апреля — Норберт Хеффлинг (80) — футболист, нападающий, футбольный тренер.
- 19 апреля — Джордж Пан Косматос (64) — кинорежиссёр («Рембо. Первая кровь. Часть II», «Тумбстоун», «Кобра»).
- 19 апреля — Иван Плеханов (87) — Герой Советского Союза.
- 19 апреля — Мария Хевеши (76) — советский и российский философ венгерского происхождения.
- 22 апреля — Гамид Касумбеков (81) — советский военачальник, вице-адмирал.
- 24 апреля — Аркадий Вайнер (74) — писатель детективного жанра, старший из братьев Вайнеров.
- 24 апреля — Эзер Вейцман (80) — израильский военный и государственный деятель, президент с 1993 по июль 2000 года.
- 24 апреля — Владимир Рвачев (78) — выдающийся советский, украинский математик и механик.
- 25 апреля — Клавдий Белошапкин (80) — полковник Советской Армии, участник Великой Отечественной войны, Герой Советского Союза.
- 25 апреля — Пётр Ерпилов (78) — советский партийный и государственный деятель.
- 26 апреля — Элизабет Домитьен (79) — премьер-министр ЦАР (1975—1976).
- 26 апреля — Артемий Торопов (89) — Герой Советского Союза.
- 28 апреля — Одиссей Димитриади (96) — советский и грузинский дирижёр, народный артист СССР.
- 28 апреля — Виктор Кочевский (81) — украинский и советский поэт, переводчик. Заслуженный деятель культуры Армянской ССР.
- 28 апреля — Наталья Левицкая-Холодная (102) — украинская писательница, поэтесса, переводчица.
- 29 апреля — Эдуард Григолюк (81) — крупный учёный в области механики деформируемого твёрдого тела и её инженерных приложений.
- 29 апреля — Екатерина Дикштейн (92) — советский врач и учёный-медик, подполковник медицинской службы в отставке, доктор медицинских наук.
- 29 апреля — Мариана Леви (39) — мексиканская актриса.
- 29 апреля — Анатолий Челпановский (69) — советский российский инженер-конструктор.
- 30 апреля — Михаил Пьянков (81) — участник Великой Отечественной войны, полный кавалер ордена Славы.

## Май
- 1 мая — Алексей Дерюгин (90) — Герой Советского Союза.
- 1 мая — Владимир Карпенко (79) — русский советский писатель, член Союза писателей СССР с 1962 года.
- 1 мая — Фёдор Малышев (91) — капитан Рабоче-крестьянской Красной Армии, партизан Великой Отечественной войны, Герой Советского Союза.
- 1 мая — Василий Телегин (69) — заслуженный тренер СССР и УССР.
- 2 мая — Ви Ким Ви (89) — президент Сингапура (1985—1993).
- 2 мая — Казачков, Семён Абрамович (95) — советский хоровой дирижёр, педагог и ученый.
- 2 мая — Раиса Стручкова (79) — балерина Большого театра, Народная артистка СССР.
- 2 мая — Роберт (Боб) Хантер (63) — канадский журналист, сооснователь неправительственной организации «Гринпис».
- 4 мая — Эдвин Галлахер (48) — игрок в американский футбол и гражданский активист.
- 4 мая — Евген Егоров (87) — советский и украинский художник-график и живописец, член Союза художников УССР.
- 4 мая — Михаил Научитель (80) — советский и белорусский экономист, доктор экономических наук, профессор, заслуженный работник высшей школы БССР.
- 6 мая — Георгий Баевский (83) — Герой Советского Союза.
- 7 мая — Татьяна Дунашова (84) — советский и российский художник народных промыслов.
- 8 мая — Николай Чернухин (69) — советский политический деятель, председатель Тюменского облисполкома (1985—1990).
- 9 мая — Анатолий Бутенко (80) — советский и российский философ.
- 9 мая — Николай Сычёв (76) — русский экономист.
- 10 мая — Фёдор Кошевой (84) — Герой Советского Союза.
- 11 мая — Михаил Теплов (85) — Герой Советского Союза.
- 11 мая — Николай Шанский (82) — доктор филологических наук, профессор, действительный член Российской академии образования, научный редактор серии учебников по русскому языку для средней школы, главный редактор журнала «Русский язык в школе» (с 1963).
- 12 мая — Иван Гарапко — украинский и советский скульптор, педагог, ректор Закарпатского художественного института.
- 12 мая — Мария Савченко (92) — Дважды Герой Социалистического Труда.
- 13 мая — Виктор Курин (71) — украинский и молдавский оперный певец.
- 13 мая — Александра Климова (83) — актриса театра и кино, педагог, культурный и общественный деятель СССР и БССР. Народная артистка СССР.
- 13 мая — Иван Кованев (94) — Герой Советского Союза.
- 13 мая — Лев Левицкий (75) — российский литературный критик, литературовед.
- 13 мая — Евгений Мартынов (81) — Герой Советского Союза.
- 15 мая — Наталья Гундарева (56) — советская и российская актриса театра и кино.
- 16 мая — Павел Бойков (88) — Герой России.
- 16 мая — Джун Лэнг (88) — американская киноактриса.
- 17 мая — Аки Кэйити (75) — японский и американский сейсмолог.
- 17 мая — Исмаил Юсупов (91) — советский партийный деятель, первый секретарь Центрального комитета Коммунистической партии Казахстана.
- 18 мая — Алексей Гореленков (84) — Герой Советского Союза.
- 18 мая — Шамиль Ягудин (73) — балетмейстер и педагог Большого театра, Народный артист РСФСР (род. 10 февраля 1932)[14].
- 19 мая — Виктор Воук — американский учёный, инженер, разработчик электромобилей и гибридных автомобилей (род. в 1919).
- 20 мая — Загир Арухов (45) — российский государственный деятель, Министр по национальной политике, делам религий и внешним связям Республики Дагестан (2003—2005). Теракт.
- 20 мая — Анатолий Грачёв (67) — советский актёр, народный артист РФ.
- 20 мая — Поль Рикёр (92) — французский философ, один из ведущих представителей философской герменевтики.
- 20 мая — Василий Рыбалко (83) — Герой Советского Союза.
- 21 мая — Медведев, Сергей Юрьевич (34) — офицер российских пограничных войск, полковник, Герой Российской Федерации (1994), утонул[15].
- 22 мая — Александр Лозневой (94) — ресский поэт, прозаик, журналист, член Союза писателей СССР.
- 22 мая — Виталий Муха (69) — глава администрации Новосибирской области в 1991—1993 и в 1995—1999 годах.
- 23 мая — Умирзак Султангазин (68) — математик, академик АН КазССР.
- 25 мая — Елена Курляндцева (55) — художественный критик, искусствовед, телеведущая, работала корреспондентом на каналах «НТВ», «ТВ 6», «ТВС».
- 25 мая — Франк Кёртис (англ. Frank Curtis) (82) — англиканский священник, настоятель Sheffield Cathedral.
- 26 мая — Абубакар Сангуле Ламизана (89) — президент Верхней Вольты / Буркина-Фасо (1966—1980)
- 26 мая — Израэль Эпштейн (90) — китайский журналист, коммунист.
- 27 мая — Николай Гудзь (60) — советский украинский актёр.
- 27 мая — Анатолий Платонов (78) — советский и украинский художник.
- 29 мая — Георгий Красота (86) — капитан Советской Армии, участник Великой Отечественной войны, Герой Советского Союза.
- 29 мая — Джандар Тапраев (44) — подполковник УБОП МВД Карачаево-Черкесской Республики, кавалер двух орденов Мужества; убийство.
- 30 мая — Владимир Савон (65) — гроссмейстер, неоднократный победитель молодёжных чемпионатов мира в составе сборной СССР.
- 31 мая — Арчил Гомиашвили (79) — актёр, бизнесмен.
- 31 мая — Юрий Клещёв (74) — советский волейбольный тренер.

## Июнь
- 1 июня — Дмитрий Быстров (37) — советский и российский футболист, защитник; двустороннее воспаление лёгких.
- 1 июня — Джонс, Хлоя (29) — американская порноактриса и фотомодель; цирроз печени[16]
- 2 июня — Борис Вахнюк (71) — поэт, бард, журналист, киносценарист; дорожно-транспортное происшествие[17].
- 2 июня — Андрей Ищенко (67) — украинский оперный певец.
- 3 июня — Владимир Овчаров (80) — советский и российский учёный, доктор медицинских наук.
- 3 июня — Шакир Янбаев (79) — башкирский писатель, журналист.
- 5 июня — Ви Чон Джин (87) — президент Сингапура (1985).
- 5 июня — Наталья Меклин (82) — советский офицер, военный лётчик, во время Великой Отечественной войны.
- 6 июня — Энн Бэнкрофт (73) — американская актриса («Выпускник» и др. фильмы).
- 6 июня — Геворк Джаукян (85) — армянский лингвист, академик АН Армянской ССР.
- 6 июня — Майя Копытцева (81) — русский советский живописец.
- 6 июня — Павел Михайлов (88) — участник Великой Отечественной войны, Герой Советского Союза.
- 6 июня — Алексей Петров (81) — Полный кавалер Ордена Славы.
- 7 июня — Леонид Страчунский (52) — врач, преподаватель Смоленского медицинского института, профессор, доктор медицинских наук, член-корреспондент РАМН.
- 7 июня — Узденов, Дугербий Танаевич (87) — майор МВД СССР, партизан Великой Отечественной войны, Герой Российской Федерации (1995).
- 9 июня — Инна Ульянова (70) — российская актриса театра и кино.
- 10 июня — Сергей Анисимов (82) — советский и российский философ.
- 11 июня — Вадим Бойко (53) — советский и украинский поэт, драматург, прозаик, переводчик.
- 11 июня — Вашку (Васку) душ Сантуш Гонсалвиш (83) — премьер-министр Португалии (1974—1975).
- 11 июня — Эдуард Мекш (65) — латвийский литературовед.
- 11 июня — Руфь Тамарина (83) — русская поэтесса.
- 12 июня — Наум Резников (68) — советский и российский хоккейный судья, директор СДЮШОР «Спартак».
- 14 июня — Карло Мария Джулини (91) — итальянский дирижёр и педагог.
- 15 июня — Вероника Васильева (84) — советская и российская актриса, более 60 лет проработала в театре имени Вахтангова[18].
- 15 июня — Ольга Лауристин (102) — советский партийный, государственный и политический деятель.
- 15 июня — Дан Цалка (69) — израильский писатель, поэт, драматург и переводчик. Писал на иврите.
- 16 июня — Линас Брога (80) — литовский поэт, переводчик; инженер.
- 17 июня — Евгения Кацева (85) — переводчица художественной литературы с немецкого языка, критик.
- 17 июня — Татьяна Яблонская (88) — украинская художница, Народный художник СССР, Герой Украины (2001).
- 19 июня — Виктор Давыдов (55, род. 6 сентября 1949) — политический деятель, председатель Законодательного собрания Челябинской области с 21 декабря 1995; сердечный приступ[19].
- 19 июня — Алексей Киселёв (67) — советский боксёр полутяжёлой и второй средней весовых категорий.
- 19 июня — Юрий Титов (55, род. 20 июня 1949) — политический деятель, председатель Воронежской областной Думы; автокатастрофа[20].
- 20 июня — Джек Килби (81) — американский учёный, изобретший интегральную схему (1958), карманный калькулятор и термопринтер. Лауреат Нобелевской премии по физике (2000).
- 21 июня — Константин Яцимирский (89) — учёный-химик, академик Академии наук Украинской ССР.
- 21 июня — Хайме Лачика Син (76) — глава католической общины Филиппин, архиепископ Манилы, кардинал; сыграл большую роль во время падения власти Фердинанда Маркоса.
- 22 июня — Игорь Половодин (50) — шахматист, международный мастер. Заслуженный тренер Грузинской ССР.
- 25 июня — Дмитрий Сивцев (98) — народный писатель Республики Саха (Якутия).
- 25 июня — Александр Котов (86) — капитан Советской Армии, участник Великой Отечественной войны, Герой Советского Союза.
- 26 июня — Маулен Калмырза — народный герой Казахстана.
- 26 июня — Грете Султан (99) — немецко-американская пианистка.
- 27 июня — Марианна Цой (46) — писательница, общественный деятель, музыкальный продюсер, супруга рок-музыканта Виктора Цоя.
- 29 июня — Владимир Дворкович (67) — международный шахматный арбитр, председатель коллегии судей Российской шахматной федерации[21].
- 29 июня — Анатолий Сливников (55) — советский и российский актёр театра и кино.
- 30 июня — Лазарь (Журбенко) (74) — деятель катакомбной церкви.
- 30 июня — Алексей Султанов (35) — советско-американский пианист, один из величайших пианистов XX века.

## Июль
- 2 июля — Алексей Поздняков (87) — Герой Советского Союза.
- 2 июля — Алексей Филиппов (79) — Герой Советского Союза.
- 3 июля — Гейлорд Нельсон (89) — американский политический деятель, губернатор штата Висконсин (1958—1962), сенатор (1962—1980); занимался защитой окружающей среды, инициатор празднования Международного дня Земли (22 апреля).
- 4 июля — Кристофер Банч (61) — американский научно-фантастический, фэнтезийный писатель.
- 5 июля — Виктор Тишко (81) — Герой Советского Союза.
- 5 июля — Борис Топорнин (75) — российский правовед и общественный деятель, академик РАН.
- 6 июля — Грей Луис Патрик (88) — американский политический деятель. Исполняющий обязанности Директора ФБР в 1972 по 1973 гг.
- 6 июля — Эван Хантер (78) — американский писатель, автор детективов (под псевдонимом Эд Макбейн), пьес и телесценариев.
- 6 июля — Клод Симон (91) — французский романист, лауреат Нобелевской премии по литературе (1985).
- 6 июля — Алексей Смирнов (88) — Герой Советского Союза.
- 6 июля — Сергей Шестериков (74) — советский и российский учёный-механик, член-корреспондент РАН.
- 7 июля — Або Шаракшанэ (83) — российский учёный в области радиотехники и электроники.
- 8 июля — Виктор Герасименко (72) — новатор в строительстве, машинист экскаватора и крана.
- 9 июля — Евгений Гришин (74) — советский конькобежец и менее известный велогонщик, четырёхкратный олимпийский чемпион.
- 9 июля — Наталия Маясова (86) — известный специалист в области древнерусского лицевого шитья.
- 10 июля — Данзан-Хайбзун Самаев (51) — деятель тибетского буддизма в России.
- 11 июля — Михаил Гусев (71) — советский, российский биолог, микробиолог.
- 11 июля — Николай Козлов (88) — Герой Советского Союза.
- 11 июля — Дмитрий Чеботарёв (96) — советский интернист, гериатр и геронтолог.
- 12 июля — Иван Беспалько (81) — советский хозяйственный, государственный и политический деятель.
- 12 июля — Салимзян Галимзянов (89) — Герой Советского Союза.
- 12 июля — Ахнаф Хуснутдинов (80) — полный кавалер ордена Славы.
- 13 июля — Анатолий Дяченко(46) — украинский актёр театра и кино, телеведущий и шоумен.
- 13 июля — Евгения Лысенко — советский и российский переводчик.
- 14 июля — Вернер Айхгорн (83) — немецкий актёр.
- 14 июля — Юрий Дерябин (82) — Герой Советского Союза.
- 14 июля — Николай Захарчук (82) — Герой Советского Союза.
- 14 июля — Сисли Сондерс (87) — британская медсестра, социальный работник, писательница.
- 15 июля — Абель Старцев (95) — российский литературный критик, литературовед, переводчик.
- 17 июля — Спартак Мишулин (78) — советский и российский актёр, народный артист РСФСР.
- 17 июля — Эдвард Хит (89) — политик-консерватор, премьер-министр Великобритании с 1970 по 1974.
- 18 июля — Эми Джиллетт (29) — австралийская гребчиха и велогонщица.
- 18 июля — Михаил Петросянц (85) — советский и российский метеоролог, геофизик, педагог.
- 18 июля — Борис Россохин (82) — Герой Советского Союза.
- 18 июля — Уильям Уэстморленд (91) — американский генерал, бывший командующий войсками стран «свободного мира» в Южном Вьетнаме.
- 19 июля — Махмуд Асгари и Айаз Мархони — подростки-гомосексуалы из иранской провинции Хузестан, казнь которых вызвала серьёзный общественный резонанс в мире.
- 19 июля — Ален Бомбар (80) — путешественник.
- 20 июля — Николай Аксёненко (56) — российский политический деятель, министр путей сообщения в 1997—2002 годах (с перерывом в мае — сентябре 1999).
- 20 июля — Джеймс Духан (85) — канадский актёр, известный по роли инженера Монтгомери «Скотти» Скотта в культовом телесериале «Звёздный путь» (Star Trek).
- 20 июля — Степан Крайнов (84) — Герой Советского Союза.
- 21 июля — Болт, Брюс (75) — американский сейсмолог австралийского происхождения.
- 21 июля — Лонг Джон Болдри (64) — блюзовый певец и музыкант, «отец британского блюза».
- 21 июля — Владик Нерсесянц (66) — российский учёный-юрист, специалист в области философии права, политических и правовых учений.
- 22 июля — Виктор Берковский (73) — бард, автор популярных песен.
- 22 июля — Александр Бокучава (58) — грузинский шахматист, мастер спорта СССР.
- 22 июля — Жан Шарль де Менезес (27) — бразилец, убитый в лондонском метро по подозрению в намерении совершить теракт.
- 24 июля — Андрей Милютин (88) — передовик советской энергетики, заместитель главного советского эксперта по сооружению высотной Асуанской плотины в Объединённой Арабской Республике, Герой Социалистического Труда.
- 25 июля — Михаил Мясников (82) — Герой Советского Союза
- 27 июля — Нажмитдин Мухитдинов (65) — советский и казахстанский учёный-юрист. Академик Академии социальных наук Казахстана, лауреат премии имени Ч. Валиханова НАН РК первой степени.
- 27 июля — Арефьев, Сергей Анатольевич (32) — старшина разведывательной роты 51-го гвардейского парашютно-десантного полка, Герой Российской Федерации (1993)
- 28 июля — Эль Шляхов (85) — молдавский и израильский учёный-медик, эпидемиолог, иммунолог и инфекционист.
- 29 июля — Артак Аракелян (59) — бывший депутат армянского парламента.
- 30 июля — Арон Каценелинбойген (77) — советский и американский экономист, философ и публицист.
- 30 июля — Владимир Сичевой (76) — первый заместитель генерального директора «Производственное объединение „Южный машиностроительный завод“ имени А. М. Макарова» Герой Украины (1999).
- 30 июля — Дина Фрумина (91) живописец, педагог.

## Август
- 1 августа — Сергей Конюхов (84) — Герой Советского Союза.
- 1 августа — Фахд бен Абдель Азиз ас-Сауд (84) — король Саудовской Аравии c 1982.
- 3 августа — Иван Дубинин (82) — Полный кавалер Ордена Славы.
- 3 августа — Арсений Чанышев (79) — русский философ и историк философии.
- 4 августа — Анатолий Ларкин (72) — российский и американский физик-теоретик, автор более 200 научных работ в области ядерной физики и физики элементарных частиц, по теории плазмы, теории сверхпроводимости и пр.
- 4 августа — Прокофий Ромас (86) — Герой Советского Союза.
- 5 августа — Полина Астахова (68) — советская (украинская) гимнастка, Заслуженный мастер спорта СССР (1960), многократная чемпионка Олимпийских игр, чемпионатов мира и Европы.
- 5 августа — Анатолий Демитков (78) — советский спортсмен.
- 6 августа — Визма Белшевица (74) — латвийская поэтесса, прозаик, драматург, киносценарист, переводчик, неоднократный номинант Нобелевской премии.
- 6 августа — Робин Кук (59) — британский политик, министр иностранных дел страны в 1997—2001, глава Палаты общин в 2001—2003; погиб[22].
- 6 августа — Валентин Никулин (72) — советский и российский актёр[23].
- 6 августа — Яков Хургин(86) — ученый в области чистой и прикладной математики и её конкретных приложений.
- 6 августа — Ибраим Феррер (78) — кубинский музыкант, певец.
- 7 августа — Михаил Евдокимов (47) — артист эстрады, юморист, киноактёр, заслуженный артист РФ, с апреля 2004 по август 2005 глава администрации Алтайского края; погиб в автокатастрофе.
- 8 августа — Барбара Бел Геддес (82) — американская актриса, номинантка на премию «Оскар» в 1948 году.
- 8 августа — Иван Мозговой (77) — советский партийный и государственный деятель.
- 8 августа — Николай Пучков (75) — советский хоккеист, тренер.
- 9 августа — Мэттью Макгрори (32) — американский актёр, известный во многом благодаря своему большому росту (2,29 м); естественные причины.
- 9 августа — Иван Никулин — участник Великой Отечественной войны.
- 10 августа — Андриан (Четвергов) (54) — Митрополит Московский и всея Руси, предстоятель Русской православной старообрядческой церкви (РПСЦ) в 2004—2005; сердечный приступ.
- 10 августа — Вардгес Гнуни (69) — армянский государственный и научный деятель.
- 11 августа — Манфред Корфман (63) — немецкий археолог, исследователь «доисторической» европейской истории, профессор Института доисторических времён и древней истории при Университете Эберхарда Карлса в Тюбингене.
- 12 августа — Моисей Марьяновский (85) — Герой Советского Союза.
- 13 августа — Дэвид Лонги (63) — 32-й премьер-министр Новой Зеландии (1984—1989).
- 14 августа — Габдулла Байжанов (83) — советский государственный и партийный деятель, начальник Управления КГБ по Актюбинской области, полковник.
- 15 августа — Анатолий Абилов (90) — Герой Советского Союза.
- 15 августа — Николай Панченко (81) — русский поэт и редактор.
- 16 августа — Александр Гомельский (77) — российский баскетбольный тренер.
- 16 августа — Тонино Делли Колли (82) — итальянский кинооператор.
- 16 августа — Шота Шургая (85) — Герой Советского Союза.
- 18 августа — Эльза Радзиня (88) — советская и латвийская актриса театра и кино, народная артистка СССР (1976).
- 18 августа — Сергей Белан (86) — ветеран Великой Отечественной войны, Герой Советского Союза.
- 19 августа — Фаималага Лука (род. в 1940) — 6-й премьер-министр Тувалу (2001), спикер парламента страны в 2003, 7-й генерал-губернатор Тувалу (2003—2005).
- 20 августа — Роман Редлих (93) — философ, автор таких работ, как «Сталинщина как духовный феномен» (1971), «Советское общество» (1972), «Солидарность и свобода» (1984), и др.
- 21 августа — Роберт Муг (71) — пионер электронной музыки, известен как создатель синтезатора.
- 21 августа — Далия Равикович (68) — израильская поэтесса, общественный деятель.
- 21 августа — Наумов, Лев Николаевич — пианист, профессор Московской консерватории.
- 22 августа — Анатолий Синников (90) — Герой Советского Союза.
- 23 августа — Владимир Кузнецов (81) — советский сценарист.
- 24 августа — Аушра Аугустинавичюте (77) — литовский экономист, социолог, психолог, одна из создателей соционики.
- 24 августа — Юрий Саранцев (76) — советский и российский киноактёр, Народный артист России (2000).
- 27 августа — Анатолий Голиков (79) — полный кавалер Ордена Славы.
- 27 августа — Николай Эпштейн (85) — спортсмен, мастер спорта СССР по хоккею с шайбой, заслуженный тренер СССР.
- 28 августа — Дьёрдь Секереш (94) — венгерский и австралийский математик, кавалер ордена Австралии.
- 29 августа — Антоний (Плэмэдялэ) (78) — епископ Румынской Православной Церкви.
- 29 августа — Николай Бахвалов (71) — советский и российский математик, заведующий кафедрой вычислительной математики механико-математического факультета МГУ.
- 29 августа — Зоя Петрова (84) — советская поэтесса, наиболее известным произведением которой являются стихи к песне «Спят усталые игрушки».
- 30 августа — Анатолий Маркуша (84) — советский писатель, лётчик-истребитель, участник ВОВ.
- 30 августа — Максим Милевский — старший сержант Рабоче-крестьянской Красной Армии, участник Великой Отечественной войны, Герой Советского Союза.
- 31 августа — Стефания Войтович — польская певица академического репертуара.
- 31 августа — Яан Киивит-младший (65) — архиепископ Эстонской евангелическо-лютеранской церкви в 1994—2005.
- 31 августа — Джозеф Ротблат (96) — британский физик и радиобиолог, общественный деятель, один из основателей и руководитель Пагуошского движения учёных, лауреат Нобелевской премии мира (1995).
- 31 августа — Нина Ульяненко (81) — командир звена 46-го гвардейского ночного бомбардировочного авиационного полка 325-й ночной бомбардировочной авиационной дивизии 4-й воздушной армии 2-го Белорусского фронта, гвардии лейтенант. Герой Советского Союза.

## Сентябрь
- 1 сентября — Виктор Звонарёв (85) — советский футболист, игрок в хоккей с шайбой и с мячом. Тренер. Футбольный и хоккейный судья.
- 1 сентября — Виктор Пономаренко — Герой Советского Союза.
- 2 сентября — Владлен Бирюков (63) — советский и российский актёр, народный артист России.
- 3 сентября — Дмитрий Дымченко (26) — украинский журналист.
- 3 сентября — Виктор Кордун (59) — украинский поэт.
- 3 сентября — Уильям Ренквист (80) — американский юрист и политик, председатель Верховного суда США в 1986—2005.
- 5 сентября — Иван Евко (90) — советский работник сельского хозяйства, Герой Социалистического Труда.
- 5 сентября — Сергей Мишарин (87) — директор института Генплана Москвы.
- 5 сентября — Валентин Недрыгайло — украинский политик, генерал-полковник милиции.
- 6 сентября — Владимир Грипич (82) — советский и украинский актёр.
- 6 сентября — Анатолий Родионов (80) — советский футболист, защитник.
- 6 сентября — Юджиния Чарлз (86) — политик, 3-я премьер-министр Доминики (21 июля 1980 — 14 июня 1995); первая женщина-премьер-министр в странах Карибского бассейна и первая женщина в Северной Америке, ставшая премьер-министром после победы своей партии на выборах.
- 7 сентября — Леонид Бубер (88) — Герой Советского Союза.
- 8 сентября — Сергей Брусиловский (82) — инженер, учёный в области производства шампанского.
- 9 сентября — Семён Левин (56) — известный теледизайнер, один из основателей «НТВ-Дизайн».
- 10 сентября — Герман Бонди (85) — британский математик и космолог австрийского происхождения.
- 11 сентября — Абдалла Ибрагим (87) — премьер-министр Марокко (1958—1960).
- 12 сентября — Александр (Милеант) (67) — епископ Буэнос-Айресский и Южно-Американский (РПЦЗ), христианский богослов.
- 12 сентября — Михаил Пресняков (82) — Полный кавалер Ордена Славы.
- 13 сентября — Хулио Сесар Турбай Айяла (89) — президент Колумбии (1978—1982).
- 14 сентября — Шолпан Джандарбекова (83) — советская казахская актриса, народная артистка СССР.
- 14 сентября — Павел Таран (88) — Дважды Герой Советского Союза.
- 14 сентября — Мэри Уэйд (77) — австралийский палеонтолог, один из самых известных специалистов по эдиакарской биоте Южной Австралии.
- 15 сентября — Сергей Вольф (70) — русский поэт и прозаик.
- 15 сентября — Иеронимас Качинскас (98) — литовско-американский композитор и органист.
- 16 сентября — Анатолий Брискин (82) — советский и российский дирижёр, педагог, пианист.
- 16 сентября — Иосиф Колкер (87) — советский физик, специалист в области прочности летательных аппаратов, доктор технических наук.
- 18 сентября — Егор Яковлев (75) — журналист, главный редактор газет «Московские новости», «Общая газета»[24].
- 19 сентября — Зоя Янушевич (89) — советский ботаник.
- 20 сентября — Матест Агрест (90) — математик, известный также как основатель теории палеовизитов.
- 20 сентября — Симон Визенталь (96) — общественный деятель, основатель «Центра Симона Визенталя» (1977), занимающегося поиском нацистских преступников.
- 20 сентября — Евгений Лапутин (47) — пластический хирург, писатель; убийство[25].
- 20 сентября — Юрий Айзеншпис (60) — российский музыкальный менеджер.
- 20 сентября — Григорий Поженян (83) — российский поэт, автор песен («Два берега», «Песня о друге»), писатель.
- 20 сентября — Георгий Денисов (95) — советский государственный и партийный деятель, 1-й секретарь Мурманского областного комитета КПСС (1958—1966).
- 20 сентября — Харнесс, Чарлз Леонард (89) — американский писатель-фантаст.
- 21 сентября — Карл Деккер (84) — австрийский футболист, футбольный тренер.
- 21 сентября — Мустай Карим (85) — народный поэт Башкортостана.
- 23 сентября — Ада Зевина (87) — молдавский советский художник и искусствовед.
- 24 сентября — Юрий Моисеев (65) — советский хоккеист и хоккейный тренер.
- 24 сентября — Сергей Черновский (84) — Герой Советского Союза.
- 25 сентября — Салли Энн Боумэн (18) — британская фотомодель; убийство.
- 27 сентября — Плия Альбек — юрист, израильский государственный деятель.
- 27 сентября — Виктор Исраэлян (85) — советский дипломат, Чрезвычайный и полномочный посол Советского Союза (1971).
- 27 сентября — Сергей Константинов (78) — Полный кавалер ордена Славы.
- 27 сентября — Анатолий Фетисов (82) — Герой Советского Союза.
- 28 сентября — Миша Давоян (80) — армянский географ-геоморфолог и гидролог. Кандидат географических наук.
- 28 сентября — Аркадий Демиденко (55) — премьер-министр Крыма.
- 29 сентября — Юрий Сапега (40) — советский и российский волейболист, тренер и спортивный менеджер.
- 29 сентября — Ланцберг, Владимир Исаакович (57) — российский бард, писатель, поэт.
- 29 сентября — Геннадий Сарафанов (63) — лётчик-космонавт СССР, кандидат технических наук, полковник (2 сентября 1974), Герой Советского Союза (1974).
- 29 сентября — Борис Шабан (82) — Герой Советского Союза.
- 30 сентября — Сергей Старостин (52) — выдающийся российский лингвист, полиглот.

## Октябрь
- 2 октября — Джордж Паргетер (англ. George Pargeter) (82) — канадский хоккеист .
- 2 октября — Валентин Синельников (82) — создатель музея С. Есенина в городе Липецке.
- 3 октября — Андраник Петросянц (99) — советский государственный и политический деятель, академик.
- 3 октября — Евгения Таратута (93) — советская и российская писательница, литературовед.
- 3 октября — Александр Чудаков (67) — российский литературовед и писатель, специалист по Чехову[26].
- 4 октября — Юрий Асеев (87) — историк архитектуры, доктор архитектуры, заслуженный архитектор Украины.
- 4 октября — Вахтанг Жордания (62) — грузинско-американский дирижёр.
- 6 октября — Михаил Порсев (81) — Герой Социалистического Труда.
- 8 октября — Анатолий Шапиро (92) — советский военный деятель, командир батальона, освободившего узников Освенцима, Герой Украины (2006, посмертно).
- 9 октября — Магомедшамиль Абдурагимов (25) — Герой России.
- 10 октября — Маргарита Криницына (73) — советская и украинская актриса («За двумя зайцами»)[27].
- 10 октября — Аполло Ми́лтон Обо́те Опето (80) — Первый премьер-министр Уганды (1962—1966) и президент (1966—1971, 1981—1985) Уганды
- 11 октября — Ричард Харрингтон (94) — канадский фотограф, награждён высшим орденом Канады.
- 13 октября — Алексей Ситников (79) — Герой Советского Союза.
- 14 октября — Винифред Кёртис (100) — австралийский ботаник британского происхождения.
- 14 октября — Анатолий Китов (85) — выдающийся советский и российский учёный, пионер отечественной кибернетики, информатики и АСУ.
- 14 октября — Виктор Купревич (80) — российский композитор литовского происхождения.
- 14 октября — Олег Лундстрем (89) — композитор, дирижёр, джазовый музыкант.
- 14 октября — Владимир Паталаха (87) — живописец, мастер пленэрного романтического пейзажа.
- 15 октября — Курт Зингхубер (73) — немецкий политик, член СЕПГ.
- 15 октября — Георгий Степанов (83) — советский и российский учёный в области механики.
- 16 октября — Александр Слесарев (37) — предприниматель, «теневой» владелец банков «Кредиттраст» (с 1995) и «Содбизнесбанк» (с 2001), лишённых лицензии и признанных банкротами в 2004—2005; убит вместе с семьёй[28].
- 16 октября — Урсула Хауэллс (83) — английская актриса.
- 16 октября — Борис Чазов (85) — советский и российский географ.
- 17 октября — Григорий Носаль (82) — капитан-директор рыболовного морозильного траулера «Аргунь» Калининградской базы экспедиционного, китобойного и тунцового лова.
- 18 октября — Борис Карпов (94) — организатор советского машиностроения, Герой Социалистического Труда.
- 18 октября — Филип Мартин (74) — австралийский академический поэт, переводчик, критик и публицист.
- 18 октября — Николай Платонов (82) — Герой Советского Союза.
- 18 октября — Александр Яковлев (81) — публицист, социальный мыслитель, российский и советский политический и общественный деятель, главный идеолог Перестройки[29].
- 19 октября — Восканян Грант (81) — армянский политический и общественный деятель. Председатель Президиума Верховного Совета Армянской ССР (1985—1990)
- 19 октября — Луис Адольфо Силес Салинас (80) — президент Боливии (1969)
- 20 октября — Валентин Найденко (66) — российский учёный.
- 21 октября — Тара Корреа-Макмаллен (16) — американская актриса; убийство.
- 22 октября — Гений Батуров (79) — советский государственный деятель, председатель Ростовского областного Суда (1963—1971), доктор юридических наук.
- 22 октября — Владислав Гусев (69) — советский и российский спортивный журналист и телекомментатор, в прошлом футболист, первый президент футбольного клуба «Зенит».
- 22 октября — Ён Хён Мук (73) — председатель Совета министров КНДР (1988—1992)
- 22 октября — Лайам Лоулор (61) — ирландский политик; погиб в автокатастрофе в Москве[30].
- 22 октября — Михей (Хархаров) (84) — епископ Русской православной церкви; архиепископ Ярославский и Ростовский.
- 24 октября — Андрей Жариков (83) — писатель, военнослужащий, член Союза писателей России.
- 24 октября — Роза Паркс (92) — американская общественная деятельница, правозащитница, зачинательница движения за права чернокожих граждан США[31].
- 24 октября — Хосе Симон Аскона дель Хойо (78) — президент Гондураса (1986—1990)
- 25 октября — Иван Клоков (84) — Полный кавалер Ордена Славы.
- 26 октября — Кит Паркинсон (47) — американский художник.
- 26 октября — Григорий Слободенюк (79) — Герой Советского Союза.
- 27 октября — Мустафа Газизов (82) — полный кавалер ордена Славы.
- 27 октября — Александр Крестинский (77) — русский писатель, поэт, переводчик.
- 27 октября — Маргарита Назарова (78) — дрессировщица, актриса («Полосатый рейс»).
- 29 октября — Николай Довженко (72) — советский актёр («Это начиналось так…», «Живёт такой парень» и др. фильмы).
- 29 октября — Валерий Коков (64) — президент Кабардино-Балкарской Республики, заместитель председателя Совета Федерации[32]. (недоступная ссылка)
- 29 октября — Сергей Савельев (57) — советский лыжник, олимпийский чемпион.
- 30 октября — Михаил Кузнецов (86) — Герой Советского Союза.
- 30 октября — Олег Лобастов (84) — генерал-майор медицинской службы.

## Ноябрь
- 2 ноября — Кирилл Горбачевич (80) — советский и российский лингвист, топонимист, краевед.
- 3 ноября — Евге́ний Кузнецо́в (75) — российский политический деятель, губернатор Ставропольского края с 1991 по 1995 год.
- 3 ноября — Отто Лацис (71) — российский журналист, доктор экономических наук[33].
- 4 ноября — Надия Анжуман (25) — афганская поэтесса; убийство.
- 5 ноября — Дмитрий Ефремов (79) — сержант Советской Армии, участник Великой Отечественной войны, Герой Советского Союза.
- 5 ноября — Джон Фаулз (79) — британский писатель[34].
- 6 ноября — Андрей Савонюк (84) — участник массовых убийств еврейского населения в Белоруссии.
- 6 ноября — Александр Дмитриевич Сапёлкин (58) — советский хоккеист, мастер спорта СССР международного класса, трёхкратный призёр Чемпионатов СССР[35].
- 7 ноября — Михаил Гаспаров (70) — российский учёный-литературовед[36].
- 7 ноября — Иван Кузнецов (88) — участник Великой Отечественной войны, Герой Советского Союза.
- 7 ноября — Михаил Медяков (81) — участник Великой Отечественной войны, Герой Советского Союза.
- 7 ноября — Николай Трофимов (85) — актёр[37].
- 7 ноября — Хайчин, Юрий Дмитриевич (47) — украинский и российский журналист.
- 8 ноября — Зулкарнай Алдамжар (67) — доктор исторических наук (1986), профессор, академик Академии высшей школы Республики Казахстан.
- 9 ноября — Владимир Ахутин (81) — учёный, основоположник отечественной школы биотехнических систем.
- 8 ноября — Наталья Чмутина (92) — советский архитектор.
- 9 ноября — Кочерил Раман Нараянан (85) — президент Индии в 1997—2002.
- 9 ноября — Родион Суворов (91) — участник Великой Отечественной войны, Герой Советского Союза.
- 11 ноября — Пётр Буданов (85) — заслуженный мастер спорта СССР.
- 11 ноября — Питер Друкер (95) — американский экономист австрийского происхождения, считающийся отцом современной теории менеджмента.
- 12 ноября — Заманбек Нуркадилов (61) — аким Алма-Аты и Алматинской области.
- 13 ноября — Эдди Герреро (38) — известный мексиканско-американский рестлер.
- 13 ноября — Тимур Качарава (20) — музыкант, антифашистский активист; убийство.
- 14 ноября — Александр Гаврилов (83) — советский государственный и партийный деятель, министр автомобильного транспорта Узбекской ССР[38].
- 14 ноября — Юрий Мкртумян (66) — армянский политический и государственный деятель.
- 14 ноября — Енё Такач (103) — австрийский пианист, композитор, музыкальный педагог венгерского происхождения.
- 15 ноября — Леонид Агеев (84) — Герой Советского Союза.
- 15 ноября — Марк Лановенко (93) — Герой Советского Союза.
- 16 ноября — Адольф Лаптев (69) — председатель Ивановского облисполкома (1990—1991), губернатор Ивановской области (1991—1996)
- 17 ноября — Владимир Вихров (78) — советский и российский актёр театра и кино.
- 18 ноября — Армен Абагян (72) — советский и российский учёный в области атомной энергетики, доктор технических наук.
- 18 ноября — Лаура Идальго (78) — аргентинская актриса театра и кино.
- 18 ноября — Василий Новиков (88) — советский и российский литературовед, специалист в области теории и истории советской литературы.
- 19 ноября — Карен Тер-Мартиросян (83) — советский и российский физик-теоретик, доктор физико-математических наук, профессор, член-корреспондент РАН (2000).
- 20 ноября — Лазарь Карелин (85) — русский советский писатель, драматург.
- 20 ноября — Юргис Торнау (86) — литовский литературовед, библиотекарь, писатель.
- 21 ноября — Юрий Касимцев (79) — Герой Социалистического Труда.
- 21 ноября — Александр Подлужный (70) — белорусский языковед.
- 24 ноября — Пэт Морита (73) — американский киноактёр японского происхождения («Парень-каратист»).
- 25 ноября — Пьер Зеель (82) — единственный француз, обнародовавший свои воспоминания о том, как его преследовали и депортировали за гомосексуальность во время Второй мировой войны[39].
- 25 ноября — Шамсуди Хаджиев (75) — общественно-политический деятель Чечни, Заслуженный строитель СССР, РСФСР и ЧИАССР, старейший кандидат в депутаты парламента Чечни на выборах 27 ноября 2005[40].
- 25 ноября — Иван Антич (85) — сербский архитектор, академик Сербской академии наук и искусств.
- 25 ноября — Джордж Бест (59) — ирландский футболист.
- 25 ноября — Ричард Бернс (34) — автогонщик.
- 25 ноября — Олег Моисеев (83) — Герой Советского Союза.
- 26 ноября — Гопал Годзе (86) — один из участников убийства Махатмы Ганди, брат исполнителя покушения Натхурама Годзе.
- 26 ноября — Сергей Белов (81) — советский футболист, защитник.
- 27 ноября — Франц Шёнхубер (82) — германский политик, сооснователь и председатель (в 1985—1994 гг.) праворадикальной Республиканской партии.
- 28 ноября — Александр Байдуков — живописец, народный художник Украины.
- 29 ноября — Альберт Буров (69) — советский актёр, театральный педагог.
- 29 ноября — Полина Гельман (86) — ветеран Великой Отечественной войны, Герой Советского Союза.
- 29 ноября — Уэнди Джо Спербер (47) — американская киноактриса; рак молочной железы
- 30 ноября — Валерий Розов (83) — советский учёный, кандидат экономических наук, профессор.

## Декабрь
- 1 декабря — Эдуард Симонянц (68) — армянский политический и военный деятель, генерал-майор.
- 2 декабря — Мухаммед Хамза аз-Зубейди (67) — премьер-министр Ирака (1991—1993)
- 2 декабря — Нгуен Тыонг Ван (25) — австралийский наркокурьер вьетнамского происхождения.
- 3 декабря — Вадим Кирпиченко (83) — советский разведчик.
- 3 декабря — Назели Лисициан (99) — танцовщица, доктор экономических наук.
- 3 декабря — Сергей Островой (94) — русский советский поэт.
- 4 декабря — Григор Авагян (77) — армянский научный, общественный и государственный деятель.
- 4 декабря — Грегг Хоффман (42) — американский продюсер (работал над фильмом «Пила: Игра на выживание» и другими).
- 5 декабря — Мило Дор (82) — австрийский писатель и переводчик сербского происхождения.
- 5 декабря — Владимир Топоров (77) — российский филолог[41].
- 6 декабря — Александр Романцов (57) — советский и российский актёр театра и кино.
- 6 декабря — Ченгар Ветил Деван Наир (82) — президент Сингапура (1981—1985)
- 7 декабря — Спартак Зыков (80) — советский дипломат, чрезвычайный и полномочный посол.
- 8 декабря — Николай Богун (81) — Полный кавалер ордена Славы.
- 8 декабря — Георгий Жжёнов (90) — актёр театра и кино[42].
- 8 декабря — Серафима Кундиренко — советская волейболистка и волейбольный тренер.
- 8 декабря — Лео Шеффчик (85) — немецкий кардинал, крупный католический богослов.
- 9 декабря — Ника Глен (77) — советская, российская переводчица.
- 9 декабря — Роберт Шекли (77) — американский писатель-фантаст; последствия инсульта[43].
- 9 декабря — Ихил Шрайбман (92) — бессарабский еврейский писатель.
- 10 декабря — Евгений Фейнберг (93) — советский физик-теоретик, академик РАН (1997; член-корреспондент АН СССР c 1966).
- 11 декабря — Рудник Дудаев (56) — чеченский государственный деятель, генерал-майор ФСБ; отравление угарным газом.
- 11 декабря — Анатолий Карташов — советский лётчик-истребитель, член первого отряда космонавтов СССР.
- 11 декабря — Боб Фроджен (75) — американский ватерполист.
- 12 декабря — Михаил Головащенко (82) — советский и украинский писатель, музыковед, критик, журналист, исследователь творчества представителей украинской музыкальной культуры, культурно-общественный деятель.
- 12 декабря — Джебран Туени, ливанский журналист и политик.
- 13 декабря — Хелен Фарр Слоан (94) — американский меценат, педагог и художник, вторая жена Джона Слоана[44].
- 14 декабря — Николай Сальников (86) — бывший командир звена 155-го гвардейского штурмового авиационного полка 9-й гвардейской штурмовой авиационной дивизии 2-й воздушной армии, полковник в отставке.
- 15 декабря — Пётр Колодяжный (84) — Герой Советского Союза.
- 16 декабря — Самсон Бройтман (68) — российский учёный-филолог, автор первого в мире учебника по исторической поэтике[45].
- 16 декабря — Алексей Данилов (84) — Герой Советского Союза.
- 16 декабря — Александр Мазур (92) — советский борец классического (греко-римского) стиля, Заслуженный мастер спорта СССР.
- 16 декабря — Елеазар Мелетинский (87) — российский учёный-филолог, историк культуры, основатель исследовательской школы теоретической фольклористики[46].
- 16 декабря — Сергей Ромащенко (18) — российский автогонщик, мастер спорта России.
- 17 декабря — Валентин Петрашов (88) — Герой Советского Союза.
- 18 декабря — Дмитрий Охоцимский (84) — советский и российский учёный.
- 19 декабря — Галимзян Салимзянов (82) — Герой Социалистического Труда.
- 20 декабря — Юрий Нырков (81) — советский футболист, защитник.
- 20 декабря — Владимир Секин (81) — Герой Советского Союза.
- 20 декабря — Генрих Федосов (73) — советский футболист, нападающий.
- 20 декабря — Хосе Роберто Хилл (60) — Мексиканский актёр, сыгравший Эстебана в сериале Просто Мария, убийство.
- 21 декабря — Иван Антипин (84) — Герой Советского Союза.
- 21 декабря — Николай Кочетков (90) — российский химик-органик, член-корреспондент АМН СССР, академик РАН. Известен своими работами в области химии углеводов.
- 21 декабря — Борис Соломатин (81) — советский разведчик, генерал-майор.
- 22 декабря — Сергей Островой (94) — советский, российский поэт[47]. (недоступная ссылка)
- 23 декабря — Евгений Ворожейкин (82) — советский и российский краевед, математик, физик, педагог.
- 24 декабря — Александр Полунин (84) — Герой Советского Союза.
- 25 декабря — Михаил Альтер (86) — донецкий историк-краевед и еврейский историк, журналист.
- 25 декабря — Чарльз Сокарайдес (83) — американский психиатр, психоаналитик, сексолог, автор ряда научных трудов, деятель антигомосексуального движения.
- 26 декабря — Юрий Илясов (79) — советский прыгун в высоту, чемпион и призёр чемпионатов СССР.
- 26 декабря — Имантс Кренбергс (75) — режиссёр Рижской киностудии.
- 26 декабря — Керри Пакер (68) — австралийский медиамагнат и миллиардер.
- 26 декабря — Вячеслав Платонов (66) — советский волейболист, советский и российский волейбольный тренер.
- 26 декабря — Виктор Степанов (58) — советский, российский и украинский актёр театра и кино[48].
- 26 декабря — Эрих Топп (91) — немецкий подводник времён Второй мировой войны, кавалер Рыцарского креста Железного креста.
- 26 декабря — Винсент Скьявелли (57) — американский актёр сицилийского происхождения.
- 28 декабря — Александр Борохов (80) — советский и российский врач-терапевт, доктор медицинских наук, профессор Смоленского государственного медицинского института, заслуженный врач Российской Федерации.
- 28 декабря — Стево Жигон (79) — сербский актёр, режиссёр Белградского Народного театра.

## Дата неизвестна или требует уточнения
- Август или сентябрь — Виктор Федотов (83) — советский и российский поэт, участник Великой Отечественной войны, военный (род. 18 апреля 1922)[49].
- Июль — Самуэл Шемберг (79) — бразильский ватерполист.
- Брызин, Николай Николаевич (89) — Умер между 1 и 7 декабря 2005, первый секретарь Курганского промышленного обкома КПСС (1963—1964)